# Xerocrassa arturi
Xerocrassa arturi is een slakkensoort uit de familie van de Hygromiidae. De wetenschappelijke naam van de soort is voor het eerst geldig gepubliceerd in 1924 door F. Haas.